# 大中臣安則
大中臣 安則（おおなかとみ の やすのり）は、平安時代前期から中期にかけての貴族・伊勢神宮祭主。参議・大中臣子老の曾孫。駿河守・大中臣道雄の六男。官位は従四位上・神祇伯。

## 経歴
宇多朝の寛平6年（894年）正六位上・神祇権大祐のときに伊勢神宮祭主に補せられ、翌寛平7年（895年）従五位下・神祇権大副に叙任される。寛平9年（897年）醍醐天皇の即位に伴い従五位上に叙せられた。
延喜6年（906年）に大中臣良臣ら同族8人らと共に『新撰氏族本系帳』を奉り、『延喜式』の撰修にも携わった。延喜14年（914年）正五位下、延喜17年（917年）従四位下に叙せられ、延喜18年（918年）神祇伯に任ぜられ、延喜23年（923年）従四位上に至った。この間に祭主として、延喜22年（922年）4月、延喜23年（923年）正月に京の病の平癒を祈禳。延長3年（925年）5月、延長5年（927年）5月には祈雨を行っている。
醍醐朝末の延長6年（928年）正月24日に卒去。享年82。

## 官歴
『類聚大補任』による。
- 時期不詳：正六位上。神祇権大祐
- 寛平6年（894年） 4月18日：伊勢神宮祭主
- 寛平7年（895年） 正月：従五位下。8月：神祇権大副
- 寛平9年（897年） 11月20日：従五位上（醍醐天皇踐祚）
- 延喜14年（914年） 正月7日：正五位下
- 延喜17年（917年） 11月17日：従四位下
- 延喜18年（918年） 2月-日：神祇伯
- 延喜21年（921年） 正月-日：兼伊勢権守
- 延喜23年（923年） 正月7日：従四位上
- 延長6年（928年） 正月24日：卒去

## 系譜
「中臣氏系図」（『群書類従』巻第62所収）による。
- 父：大中臣道雄
- 母：不詳
- 妻：不詳
- 生母不明の子女
  - 長男：大中臣完行
  - 次男：大中臣密如
  - 三男：大中臣述征
  - 四男：大中臣茂之
  - 五男：大中臣俊行
  - 六男：大中臣正行
  - 七男：大中臣文行
  - 八男：大中臣頼行
  - 九男：大中臣光行
  - 十男：大中臣佐行